# Asobi ni Iku yo!
Asobi ni Iku yo! (jap. あそびにいくヨ!, dt. „Gehen wir spielen!; Wir kommen [euch] besuchen!“) ist eine Light-Novel-Reihe, die von Okina Kamino geschrieben und von Hōden Eizō illustriert wird. Die Reihe erschien von 2003 bis 2015 bei Media Factorys Imprint MF Bunko J. Aufbauend auf der Romanvorlage folgte eine Adaption Asobi ni Iku yo! als Manga von 888 im Jahr 2006 und eine gleichnamige Anime-Fernsehserie im Jahr 2010, die von AIC Plus+ unter Regie von Yōichi Ueda animiert wurde. Ebenso erschien ein Computerspiel, eine Hörspielreihe und zahlreiches Begleitmaterial.

## Handlung

### Szenario
In der Welt von Asobi ni Iku yo! stehen mehrere außerirdische Rassen sowie einige Gruppierungen der Menschen im Mittelpunkt verschiedenster Konflikte. Die Außerirdischen werden dabei jedoch menschenähnlich mit Tierohren (Kemonomimi) und -schwänzen und auch technologisch weit überlegen dargestellt. Dabei stehen sich insbesondere die außerirdischen Rassen der Catia und Dogisia im Konflikt gegenüber.
Bei den Catia (キャーティア, Kyātia) handelt es sich um Nekomimi und sie werden entsprechend auch mit Merkmalen von Katzen dargestellt. Ihre Darstellungsform wird im Werk damit erklärt, dass sie die evolutionäre Weiterentwicklung von Katzen sein sollen. Entsprechend verfügen sie auch über diverse Eigenheiten von Katzen. So können sie beispielsweise keine heiße Nahrung zu sich nehmen, können nicht schwimmen und haben alljährlich ihre Rolligkeit. Aufgrund der Veränderung ihres Genpools sind sie sehr attraktiv, altern sie wesentlich langsamer und haben eine Lebenserwartung von 200–300 Jahren. Das Geschlechterverhältnis beträgt 30 Frauen auf 1 Mann. Seit über 70.000 Jahren haben sie keinen Krieg mehr geführt und stabile Verhältnisse, wodurch ihre Gesellschaft genetisch und kulturell stagnierte, so dass sie als Gegenmaßnahme anfingen, mit anderen Völkern diplomatisch in Kontakt zu treten.
Als Gegenpol stehen ihnen die Dogisia (ドギーシュア, Dogīshua), auch „Hundemenschen“ (犬の人) genannt, gegenüber. Sie stammen evolutionär von Hunden ab. Sie sind mit den Catia verfeindet. Da sie ein Tabu brachen, wurde ihnen von einem überlegenen Volk das Verlassen ihres Heimatplaneten und der weitere Kontakt mit anderen Völkern untersagt. Seitdem ziehen sie im Hintergrund die Fäden und manipulieren über die Barunmū die Amerikaner und die verbündeten Japaner auf der Erde. Als Symbol ihrer Entschlossenheit und immer noch kriegslüstern schneiden sie sich dazu selbst ihren Schwanz ab.
Bei den Barunmū (バルンムウ), auch „Vogelmenschen“ (鳥の人) genannt, handelt es sich um eine weitere Rasse. Von den Vögeln abstammend gleichen sie in ihrem Aussehen Engeln. Als strategisch ausgerichtetes Volk sind sie gut in List und Tücke, was sie dazu bringt, in den Konflikt einzugreifen, um selbst Vorteile daraus ziehen zu können.

### Handlung
Ausgehend von diesem Szenario wird der Schüler Kio Kakazu (嘉和 騎央, Kakazu Kio) vorgestellt, der bei einem größeren Fest im Familienkreis auf die außerirdische Elis (エリス, Erisu, eine namentliche Anspielung auf „Halsband“) trifft. Zu seinem Erstaunen scheint sich niemand über ihre Erscheinung als Nekomimi zu wundern, da offensichtlich alle Gäste bereits zu betrunken sind. Als er nervös versucht, mit ihr ins Gespräch zu kommen, nimmt er aus Versehen einen Schluck Alkohol zu sich, den er aber überhaupt nicht vertragen kann. So wacht er am nächsten Morgen in seinem Bett wieder auf. Aber er ist dabei nicht allein. Elis hat sich ebenfalls bei ihm niedergelassen. Dies bringt ihn sowohl bei ihrem freizügigen Erwachen, als auch beim Besuch von seiner Nachbarin und Freundin Manami Kinjō (金武城 真奈美, Kinjō Manami) in Verlegenheit. Schließlich gesellt sich auch noch seine Lehrerin Maki Itokazu (糸嘉州 マキ, Itokazu Maki) hinzu, die ihm ebenfalls einen Besuch abstattet. Auf Elis aufmerksam geworden, erlangen sie schließlich die sichere Erkenntnis, dass es sich bei ihr wirklich um eine Außerirdische, eine Kundschafterin der Catia handelt, die nähere Informationen über die Erde und ihre Kultur sammeln soll. Daraufhin verlassen sowohl Manami als auch Maki die Wohnung von Kio, um diesen Vorfall ihren Vorgesetzten zu melden. Manami gehört nämlich insgeheim der CIA an, für die auch ihr Vater arbeitet. Entsprechend ist sie mit zahlreichen Abhörgerätschaften ausgestattet und soll sowohl Kio als auch Elis im Auge behalten. Maki gehört unterdessen der terroristischen Sciencefiction-Fan-Sekte Beautiful Contact an, die zwar dem ersten Kontakt mit Außerirdischen gewidmet ist, aber Elis als zu wenig außerirdisch und damit als unwürdig empfindet und sie dementsprechend beseitigen will. Parallel dazu wird Kios Schulfreundin und Auftragskillerin Aoi Futaba (双葉 アオイ, Futaba Aoi) vorgestellt, die als Akuen Momiji (悪縁紅葉, dt. „‚unheilvolles Schicksal‘ Momiji“) oder Akuun Momiji (悪運紅葉, dt. „‚unverschämtes Glück; schweres Schicksal‘ Momiji“) bekannt ist. Sie arbeitet für eine Sonderabteilung der japanischen Einwanderungsbehörde und bekommt den Auftrag, Elis zu töten.
So entbrennt ein Wettlauf um Elis, den schließlich die CIA, welche im Hintergrund von den Dogisia kontrolliert wird, für sich gewinnen kann. Kio kann sich unterdessen auf die Unterstützung seines Onkels verlassen, der sich trotz der Thematik überhaupt nicht irritiert gibt. Bei der Entführung erkennt Kio jedoch die Armbanduhr von Manami und kann ihr im Nachhinein das Geständnis entlocken, dass sie für die CIA arbeitet und das Elis auf der Kadena Air Base gefangengehalten wird. Bei der Befreiungsaktion stellen sich jedoch seine Freundinnen Manami, Maki und Aoi, die eigentlich seine Feinde sein müssten, gegen den Willen ihrer Vorgesetzten. So gelingt ihnen unter anderem durch die stark unterschätzten Fähigkeiten von Elis die Flucht. Als am nächsten Tag Ruhe eingekehrt zu sein scheint, bekommen sich jedoch unerwarteten Besuch. Das Mutterschiff der Catia hat sich nämlich öffentlich zu erkennen gegeben und ist auf der Erde gelandet. Als Begründung dazu nennen die sie besuchenden Catia eine durch Mehrheit gewonnene Abstimmung innerhalb des Volkes, da Elis' Berichte über den hervorragenden Geschmack von Yakiniku ihr Interesse geweckt hätten. Kios Haus wird dann zur temporären Catia-Botschaft (キャーティア大使館, Kyātia taishikan) mit Elis als Botschafterin.
Später kommt noch die 12-jährige Antonia Lirimonie Norfedras Papanorgas Arecroteles Cnorses Morfenoss hinzu, die aus einer reichen Familie stammt und etwa 10 % des weltweiten Reichtums innehat, die aus Langeweile einen Nekomimi-Kult namens Koneko no Ashiura (子猫の足裏, „Kätzchen-Pfotenunterseite“) – auch als Nekomimi-Religionsgemeinschaft (猫耳教団, nekomimi kyōdan) bezeichnet – gründete, die dann zu einem der wichtigsten verbündeten der Catia auf der Erde wird.

## Entstehung und Veröffentlichungen
Die Light-Novel-Reihe Asobi ni Iku yo! wird von dem japanischen Autor Okina Kamino geschrieben. Bis einschließlich Band 14 wurden die Illustrationen der Bücher von Hōden Eizō gezeichnet, ab Band 15 von NishiEda. Herausgegeben wird die Reihe von Media Factory unter dem Imprint MF Bunko J. Vom Oktober 2003 bis 25. Februar 2015 erschienen 20 Bände:
- Bd. 01: Asobi ni Iku yo! (あそびにいくヨ!), 31. Oktober 2003, ISBN 4-8401-0861-7
- Bd. 02: Sakusenmei „Un’yā-kun“ (作戦名『うにゃーくん』), 29. Februar 2004, ISBN 4-8401-1035-2
- Bd. 03: Tanoshii Neko no Tsukaikata (たのしいねこのつかいかた), 31. Mai 2004, ISBN 4-8401-1090-5
- Bd. 04: Yamete Tomete no Uchūsen (やめてとめてのうちゅうせん), 31. August 2004, ISBN 4-8401-1135-9
- Bd. 05: Konekotachi no Gakuensai (仔猫たちのがくえんさい), 30. November 2004, ISBN 4-8401-1174-X
- Bd. 06: Gyakushiu no Beautiful Contact (ぎゃくしうのビューティフル・コンタクト), 30. April 2005, ISBN 4-8401-1252-5
- Bd. 07: Tottemo Atsui no Catia Ship (とってもあついのキャーティアシップ), 31. August 2005, ISBN 4-8401-1408-0
- Bd. 08: Valentine’s Day no Ohikkoshi (バレンタインデーのおひっこし), 31. Dezember 2005, ISBN 4-8401-1469-2
- Bd. 09: Neko to Minna no Iroiro to (ねことみんなのいろいろと), 30. September 2006, ISBN 4-8401-1597-4
- Bd. 10: Warui Koto Shimashi? (わるいことしまし?), 31. Mai 2007, ISBN 978-4-8401-1844-6
- Bd. 11: Konekotachi no Ginkō Gōtō (こねこたちのぎんこーごーとー), 31. Mai 2008, ISBN 978-4-8401-2310-5
- Bd. 12: Koneko Tadaima Shissōchiu (仔猫ただいましっそうちう), 31. März 2009, ISBN 978-4-8401-2486-7
- Bd. 13: Okāshan ni Aimashi ka? (おかーしゃんにあいましか?), 31. Januar 2010, ISBN 978-4-8401-3161-2
- Bd. 14: Kamisama Soko ni Orarimashi ka? (かみさまそこにおらりましか?), 31. Juli 2010, ISBN 978-4-8401-3429-3
- Bd. 15: Aneue Tonikaku Kekkon Shiyau! (あねうえとにかくけっこんしやう!), 31. März 2012, ISBN 978-4-8401-4527-5
- Bd. 16: Anata mo Koko ni Ite Hoshī (あなたもここにいてほしー), 31. Oktober 2012, ISBN 978-4-8401-4817-7
- Bd. 17: Koneko to Natsu to Heikō Sekai (こねことなつとへいこーせかい), 28. Februar 2013, ISBN 978-4-8401-4994-5
- Bd. 18: Konekotachi no Big Journey (〜こねこたちのびっぐ・じゃーにぃ〜), 31. Dezember 2013, ISBN 978-4-04-066160-5
- Bd. 19: Tori no Hito Futatabi (〜とりのひとふたたび〜), 31. Dezember 2014, ISBN 978-4-04-067309-7
- Bd. 20: Soshite Koneko wa Asobi ni Iku yo? (〜そしてこねこはあそびにいくよ?〜), 25. Februar 2015, ISBN 978-4-04-067401-8

## Adaptionen

### Hörspiel
Aufbauend auf den einzelnen Bänden der Romanvorlage entstand eine Hörspielreihe, welche auf vier CDs den Inhalt der ersten vier Bände wiedergibt. Die erste CD wurde am 22. Februar 2006 (GNCA-1071) veröffentlicht. Ihr folgten am 26. April 2006 (GNCA-1072), 5. Juli 2006 (GNCA-1073) und 24. August 2007 (GNCA-1074) drei weitere Veröffentlichungen, die alle wie der entsprechende Band der Vorlage betitelt wurden. Da die Hörspielreihe vier Jahre vor dem Anime produziert wurde, waren völlig andere Sprecher (Seiyū) herangezogen worden. Angaben zu den Sprechern finden sich im Abschnitt Synchronisation.

### Computerspiel
Am 27. Juli 2006 wurde das Ren’ai-Adventure Asobi ni Iku yo! – Chikyū Pinch no Kon’yaku Sengen (あそびにいくヨ! 〜ちきゅうぴんちのこんやくせんげん〜) für die PlayStation 2 veröffentlicht. In diesem wird eine Originalgeschichte erzählt, die so nicht in den Büchern vorkommt, aber auf die Sprecher und Lieder des Hörspiels zurückgegriffen. Veröffentlicht wurde das Spiel von Idea Factory.

### Manga
Aufbauend auf der Light-Novel-Reihe entstand die gleichnamige Manga-Reihe Asobi ni Iku yo!. Sie orientiert sich nur grob an der Vorlage und weicht inhaltlich von dieser ab. Ebenso wurden in der vom Mangaka 888 geschrieben und gezeichneten Reihe neue Charaktere eingeführt, sodass sich diese immer weiter von der ursprünglichen Geschichte entfernt. Der Manga wurde von August 2006 (Ausgabe 10/2006) bis 27. Juni 2014 (Ausgabe 8/2014) in dem Magazin Comic Alive veröffentlicht, welches wie die Buchreihe von Media Factory herausgegeben wird. Die einzelnen Kapitel wurden auch in 10 Sammelbänden (Tankōbon) zusammengefasst:
- Bd. 01: 31. März 2007, ISBN 978-4-8401-1692-3
- Bd. 02: 30. September 2007, ISBN 978-4-8401-1954-2
- Bd. 03: 20. April 2008, ISBN 978-4-8401-2220-7
- Bd. 04: 30. November 2008, ISBN 978-4-8401-2294-8
- Bd. 05: 31. März 2009, ISBN 978-4-8401-2544-4
- Bd. 06: 31. Januar 2010, ISBN 978-4-8401-2972-5
- Bd. 07: 30. Juni 2010, ISBN 978-4-8401-3337-1
- Bd. 08: 23. Februar 2011, ISBN 978-4-8401-3754-6
- Bd. 09: 21. Dezember 2013, ISBN 978-4-04-066147-6
- Bd. 10: 23. August 2014, ISBN 978-4-04-066831-4

### Anime
Im Jahr 2010 adaptierte das japanische Animationsstudio AIC Plus+ die Light-Novel-Reihe als Anime-Fernsehserie. Angekündigt wurde die Umsetzung in einem Nachdruck der Buchreihe im März 2009. Nochmals offiziell bestätigt wurde die Ankündigung innerhalb desselben Monats im Magazin Gekkan Comic Alive. So verging etwa ein Jahr, bis die Serie unter der Regie von Yōichi Ueda animiert wurde. Die künstlerische Leitung übernahm dabei Hiroshi Katō. Das Design der Charaktere wurde dabei von Noriko Morijima aufbauend auf der Romanvorlage noch einmal überarbeitet und er übernahm auch als Zeichner die Leitung der Animation.
Die Serie wurde kurz nach Mitternacht vom 11. Juli bis 26. September 2010 (und damit am vorherigen Fernsehtag) auf MBS und eine halbe Stunde später auf TV Kanagawa übertragen. Einige Tage später begannen ebenfalls die Fernsehsender AT-X, Chiba TV, Ryukyu Asahi Broadcasting, TV Aichi und TV Saitama mit der Ausstrahlung. Gleichzeitig wurde die Serie auf Crunchyroll unter dem Titel Asobi ni Ikuyo: Bombshells from the Sky in einer englisch untertitelten Fassung gestreamt.
Die Folgen 3 bis 8 enthielten vor dem eigentlichen Vorspann je einen Prolog, in dem die Vorspänne von bekannten nichtjapanischen Serien parodiert wurden. Diese waren der Reihe nach Raumschiff Enterprise, Raumschiff Enterprise: Das nächste Jahrhundert, Kobra, übernehmen Sie, Drei Engel für Charlie, Verliebt in eine Hexe und Starsky & Hutch.
Die Serie wurde vom 15. September 2010 bis zum 16. Februar 2011 auf 6 DVDs und Blu-rays veröffentlicht.
Am 15. Juni 2011 wurde die OVA Asobi ni Iku yo! OVA Special: OVA de Asobi ni Kimashita!! (あそびにいくヨ!おーぶいえーすぺしゃる おーぶいえーであそびにきました‼, ~! Ō Bui Ē Supesharu: Ō Bui Ē ~) veröffentlicht.

### Musik
Als Vorspann wurde ab Folge 3 Now loading...SKY!! verwendet, getextet von Aki Hata, komponiert von Nijine und gesungen von Sphere. Die beiden vorigen Episoden besaßen keinen Vorspann, bzw. der Vorspann wurde in Folge 2 erst am Ende gezeigt.
Als Abspanntitel wurden mehrere Stücke in abwechselnder Reihenfolge verwendet, die unter dem Namen der Rollen erschienen. Diese waren Kokoro no Madobe nite (心の窓辺にて) von „Futaba Aoi (Hanazawa Kana)“ für die Folgen 1, 5 und 8, Omoide ga Jama o Suru (想い出がジャマをする) von „Kinjō Manami (Tomatsu Haruka)“ für die Folgen 3, 6 und 10, Happy Sunshine von „Elis (Itō Kanae)“ für die Folgen 4, 7 und 11, Oira wa Sabishii Spaceman (おいらは淋しいスペースマン) von „Rauri (Chihara Minori)“ für die Folge 9 und Smile Peace (スマイル☆ピース) von „Elis (Itō Kanae), Kinjō Manami (Tomatsu Haruka), Futaba Aoi (Hanazawa Kana)“ für die letzte Folge. Ausgenommen Oira wa Sabishii Spaceman stammen Text und Komposition von rino (CooRie), bei Omoide ga Jama o Suru die Komposition jedoch von Yū Tamura. Die ersten drei Stücke erschienen auch jeweils auf einer Single, die hintere Plätze in den Oricon-Top-100 erreichten.
Oira wa Sabishii Spaceman (おいらは淋しいスペースマン) ist eine Coverversion das Abspanntitels aus dem Captain-Future-Neujahrsspecial Kirei naru Taiyōkei Race vom 31. Dezember 1978. Das Stück wurde in Folge 9 neben dem Abspann auch mehrmals innerhalb der Folge angespielt, auch in einer gesungenen Fassung von fast allen Haupt- und Nebenrollen der Serie.

### Synchronisation
| Rolle        | japanischer Sprecher (Seiyū) | japanischer Sprecher (Seiyū) |
| Rolle        | Hörspiel                     | Anime                        |
| ------------ | ---------------------------- | ---------------------------- |
| Kio Kakazu   | Yūko Sampei                  | Mutsumi Tamura               |
| Elis         | Ayako Kawasumi               | Kanae Itō                    |
| Manami Kinjō | Megumi Toyoguchi             | Haruka Tomatsu               |
| Aoi Futaba   | Mamiko Noto                  | Kana Hanazawa                |
| Maki Itokazu | Saeko Chiba                  | Hiromi Hirata                |
| Chaika       | Reiko Takagi                 | Minako Kotobuki              |
| Jensu        | Akeno Watanabe               | Yui Horie                    |
| Antonia      | Ayaka Saitō                  | Iori Nomizu                  |